# (4417) Lecar
(4417) Lecar es un asteroide perteneciente al cinturón de asteroides, descubierto el 8 de abril de 1931 por Karl Wilhelm Reinmuth desde el Observatorio de Heidelberg-Königstuhl, Alemania.

## Designación y nombre
Designado provisionalmente como 1931 GC. Fue nombrado Lecar en honor al astrónomo estadounidense Myron Lecar.